# Jacopo della Quercia
Pour les articles homonymes, voir Quercia.
Jacopo di Pietro D'Agnolo di Guarnieri dit Jacopo della Quercia (né en 1371 à Sienne, en Toscane - mort en 1438) est un sculpteur italien du Quattrocento florentin.

## Biographie
Jacopo Della Quercia, de son vrai nom Jacopo Maestropiero Filippo est né à Quercia territoire de Sienne en 1371. Fils d'orfèvre (famille Maestropiero Filippo ou Maestripieri Filippo), il est relativement impliqué dans la vie artistique italienne.
Il a notamment travaillé avec Nanni di Banco et Donatello sur la porte de la Mandorle de la cathédrale Santa Maria del Fiore. En 1401, il participe au concours pour la porte nord du baptistère de Florence.
Il fait partie des artistes difficiles à classer. Grand solitaire, il parcourt la Toscane, sans formation, sans école. Il est rapidement mis de côté lors des projets importants.
On lui confie en 1406, la réalisation du Tombeau d'Ilaria del Carretto, qu'il achève un an plus tard. Cette œuvre est particulièrement difficile à étudier, puisqu'elle fut déplacée quatre fois. Il est impossible de connaître exactement sa forme d'origine. Le sarcophage est taillé dans le marbre. Della Quercia introduit des éléments du gothique bourguignon, ainsi que des éléments traditionnels. Son tombeau vise l'élégance et le linéaire. On y retrouve massivement l'héritage antique, avec les Putti et le caractère vivant de l'œuvre. 
En 1409, il reçoit la commande des bas-reliefs de la fontaine située sur la principale place de Sienne, la Piazza del Campo. La Fonte Gaia, ainsi nommée en raison du cri de joie qui aurait accompagné sa mise en place, reçoit les marbres de Jacopo della Quercia en 1419. Les originaux se trouvent aujourd'hui au Musée Santa Maria della Scala. 
En 1425, il reçoit la commande de la porte de l'église San Petronio à Bologne, qu'il termine en 1428. Il figure sur cette porte la scène de la Création d'Adam, ainsi que celle d'Adam et Ève chassés du Paradis. Pour leur confection, il étudie l'anatomie humaine à partir d'un modèle vivant (pratique typique de la Renaissance). Adam y apparaît musclé. Une notion de drame commence à apparaître. 
Il meurt en 1438.

## Œuvres
- La Fonte Gaia à Sienne (1409-1419) ;
- La Sapienza, Loggia du Palazzo Pubblico, à Sienne (1409-1419) ;
- Le portail de San Petronio, Bologne, 1428 ;
- Le tombeau d'Ilaria del Carretto (1406), dans la cathédrale de Lucques, avec Francesco da Valdambrino ;
- la Vierge de l'Annonciation, conservée au château de Villevêque.

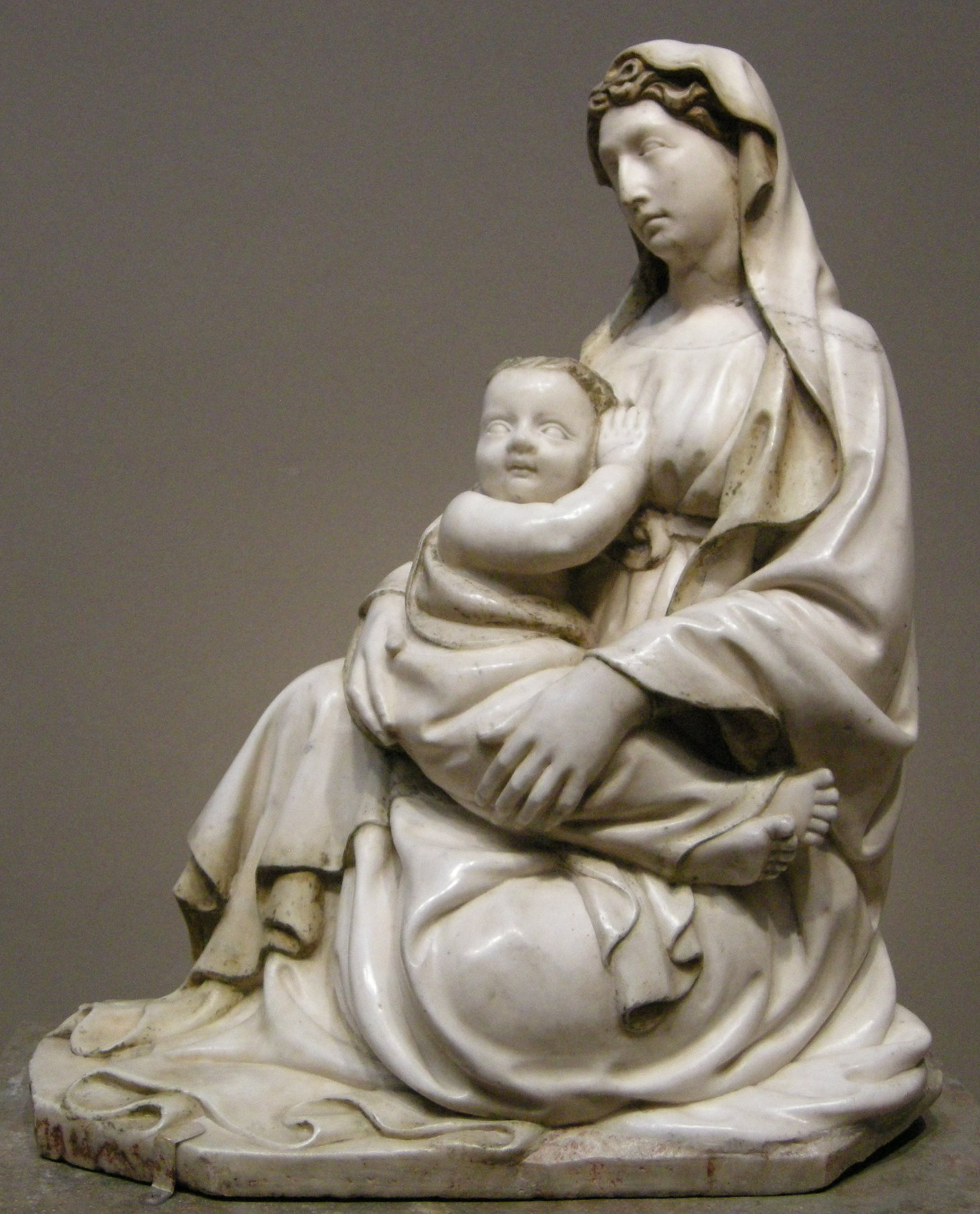
Vierge d'humilité
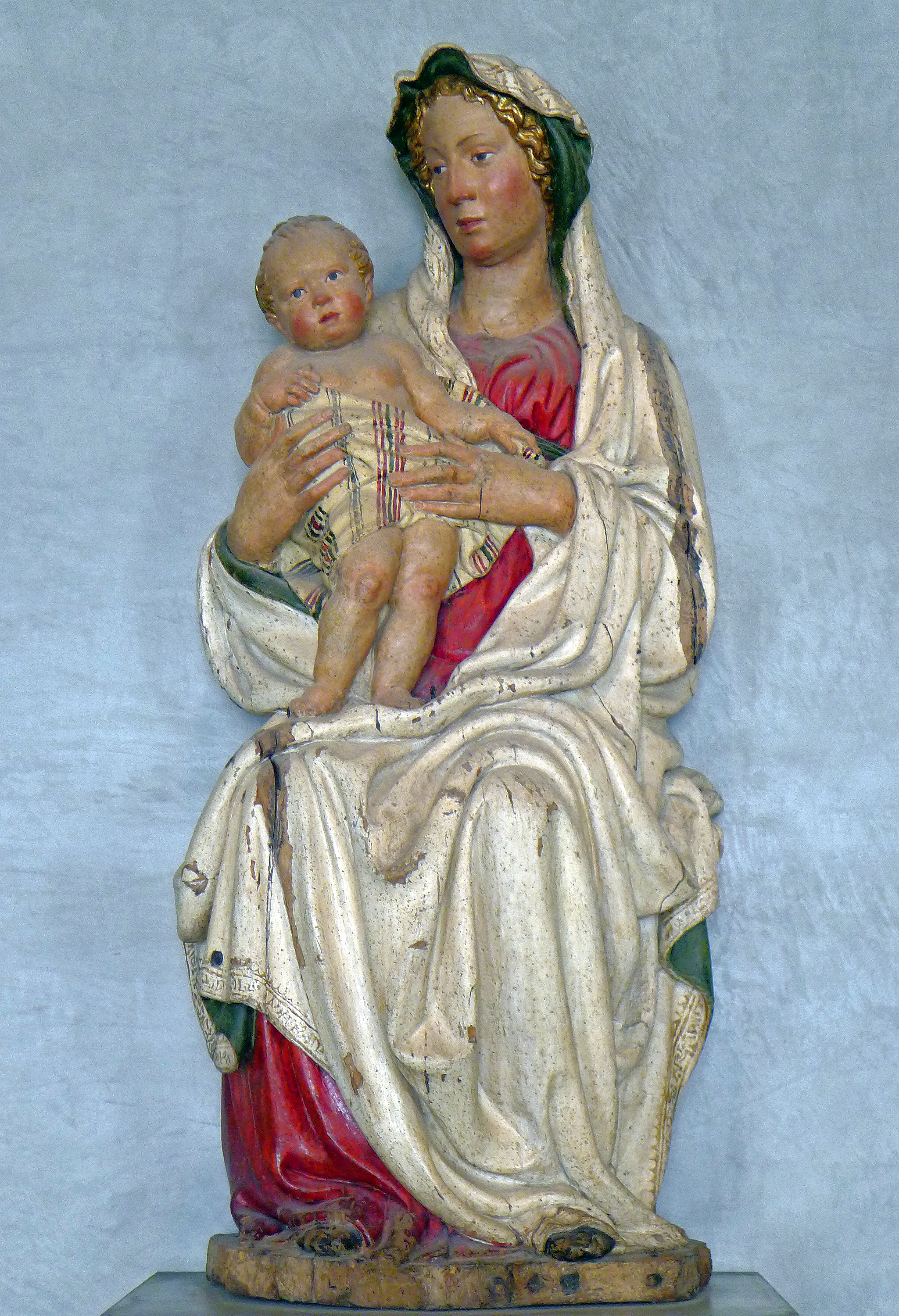
La Vierge et l'Enfant, œuvre polychrome du musée du Louvre (RF.1112).
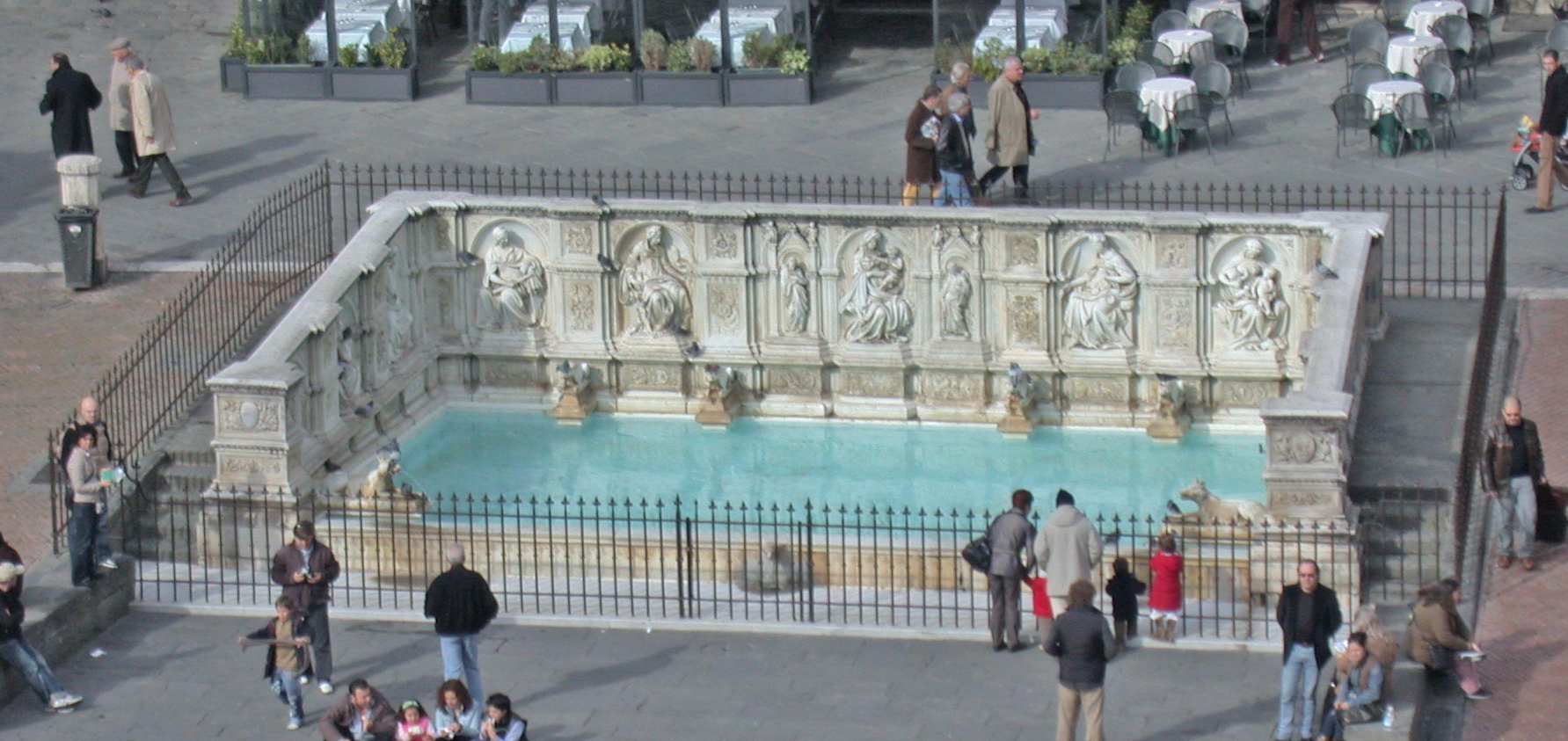
Fonte Gaia, Sienne, 1419.